# Jimmy Dorsey
James Francis "Jimmy" Dorsey, född 29 februari 1904 i Shenandoah i Schuylkill County, Pennsylvania, död 12 juni 1957 i New York i New York, var en framstående amerikansk jazzmusiker med klarinett och saxofon som specialinstrument. Han verkade även som orkesterledare.
Jimmy Dorsey spelade i ett antal olika orkestrar från mitten av 1920-talet, varav några gånger i den orkester han hade tillsammans med sin yngre bror Tommy Dorsey. 1953 anslöt han sig definitivt till broderns orkester som då fick ett nytt namn The Fabulous Dorseys. Bröderna Dorseys orkester var känd för ett mycket välklingande sound och den var mycket populär. När Tommy avled 1956 övertog Jimmy ledningen av orkestern.